# Tymur Taymazov
Tymur Taymazov (en ukrainien et en russe : Тимур Таймазов, en ossète : Таймазты Барисы фырт Тимур, né le 8 septembre 1970 à Nogir, en Ossétie du Nord) est un haltérophile ukrainien, champion olympique.
C'est le frère d'Artur Taymazov.